# Rennechsen
Die Rennechsen (Cnemidophorus) sind eine Gattung kleiner bis mittelgroßer Echsen aus der süd- und mittelamerikanischen Familie der Schienenechsen (Teiidae). Neben diesen werden auch die Angehörigen der zur selben Familie gehörenden und sehr nahestehenden Gattung Aspidoscelis als Rennechsen bezeichnet, im englischen Sprachraum als "whiptail lizards" oder "racerunners".

## Merkmale
Cnemidophorus-Arten sind kleine bis mittelgroße, oft relativ bunte Echsen und erreichen Kopf-Rumpf-Längen von 10 bis maximal 15,9 cm (Cnemidophorus murinus). Ihre Pupillen sind nierenförmig. Die Zähne im hinteren Oberkiefer und im Unterkiefer sind dreispitzig und seitlich abgeflacht. Cnemidophorus-Arten sind die einzigen Schienenechsen, bei denen die Männchen ein einzelnes Paar von Präanalsporen besitzen und der zum Rumpf hin gelegene (proximale) Abschnitt des Hemipenis mit kurzen Papillen besetzt ist. Weibchen der Gattung können von allen anderen Schienenechsen durch die Kombination folgender Merkmale unterschieden werden: Die ersten Supraciliaria (Teil der Kopfbeschuppung) sind lang, mit geraden ventralen Rändern, die Nasenöffnungen sind fast dreieckig bis annähernd rund, fünf reguläre Parietalia (Scheitelbeschuppung), glatte Ventralia („Bauchschuppen“) und durchgehende Reihen von gesägten Schuppen an allen fünf Zehen.

## Parthenogenese
Ähnlich wie bei den besser bekannten nordamerikanischen Aspidoscelis-Arten (vor 2002 auch zu Cnemidophorus gerechnet) wurden auch bei Cnemidophorus s. str. Populationen und Arten nachgewiesen, die nur aus Weibchen bestehen, d. h. sich parthenogenetisch fortpflanzen. Näher untersuchte Individuen erwiesen sich als genetisch identische Klone. Die Populationen wurden außerdem als hybridogenen Ursprungs erkannt, sie gehen also auf die Kreuzung zweier nahe verwandter Arten zurück, deren Nachkommen sich nun ungeschlechtlich weitervermehren. Diese Hybridlinien wurden als neue Arten beschrieben. So wurde die hybridogene Linie Cnemidophorus lemniscatus x Cnemidophorus gramivagus als Art Cnemidophorus cryptus beschrieben. Eine weitere Population erwies sich sogar als triploid, sie geht offensichtlich auf die Rückkreuzung dieses Hybrids mit einer Elternart (C. lemniscatus) zurück. Die in Surinam und Guyana verbreitete Population wurde als Art Cnemidophorus pseudolemniscatus benannt.

## Lebensweise
Soweit bekannt, leben alle Arten in offenen oder halboffenen Lebensräumen, zum Beispiel Savannen, sandigen Flussufern, aber auch auf menschliche Einwirkungen zurückgehenden Waldlichtungen, Kahlschlägen oder Kulturland, sie dringen entlang von Straßen in solche Lebensräume in vorher geschlossene Waldlandschaften vor. Es wird vermutet, dass das schattige Waldesinnere für ihr hohes Wärmebedürfnis nicht ausreichend ist. Im nördlichen Südamerika können Arten der Gattung zu den häufigsten Eidechsen offener Lebensräume wie Savannen gehören. Die Ernährung ist relativ unspezialisiert und umfasst Ameisen, Termiten, Heuschrecken und andere Arthropoden sowie Früchte.

## Arten

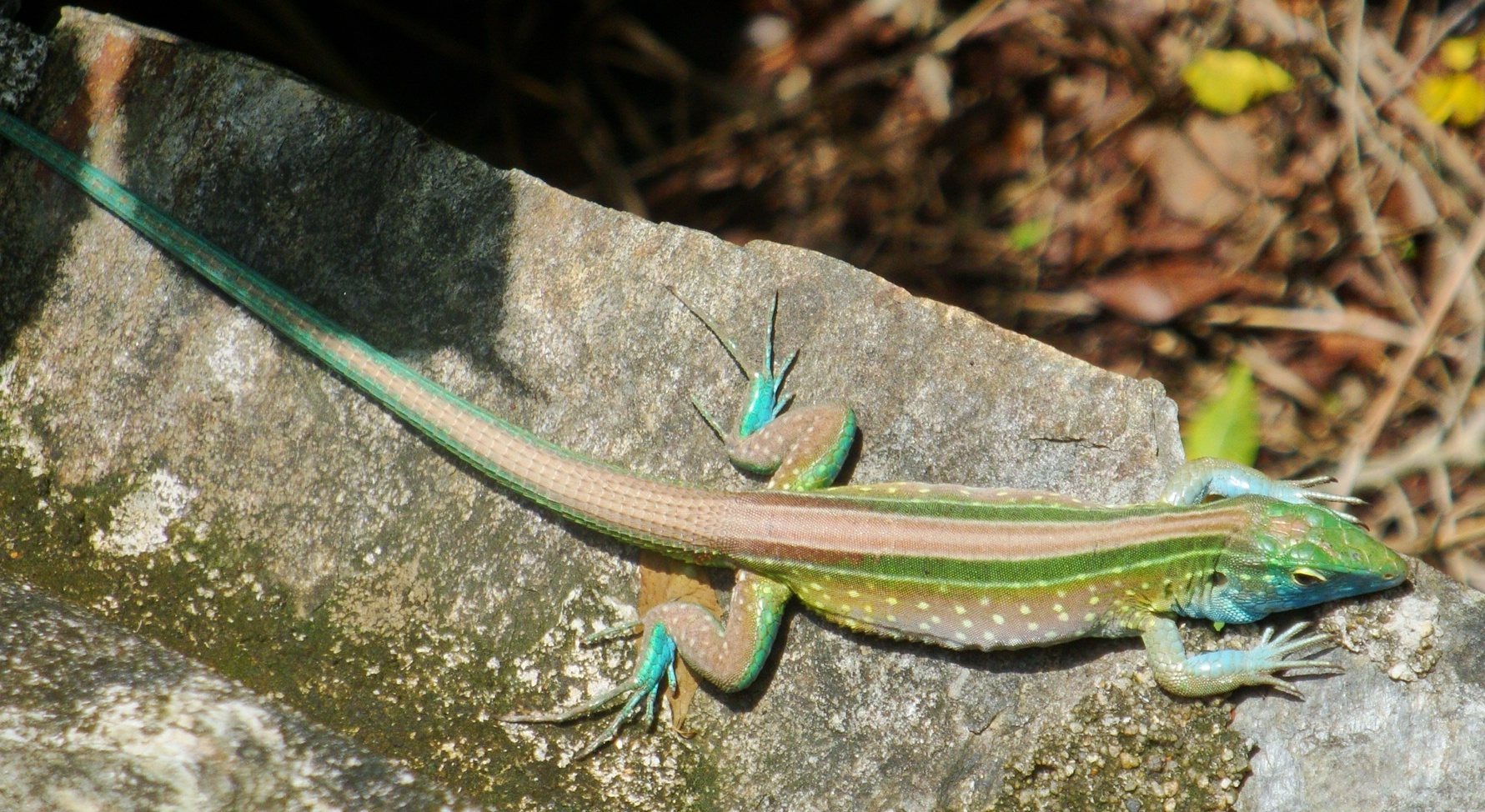
Tüpfelrennechse

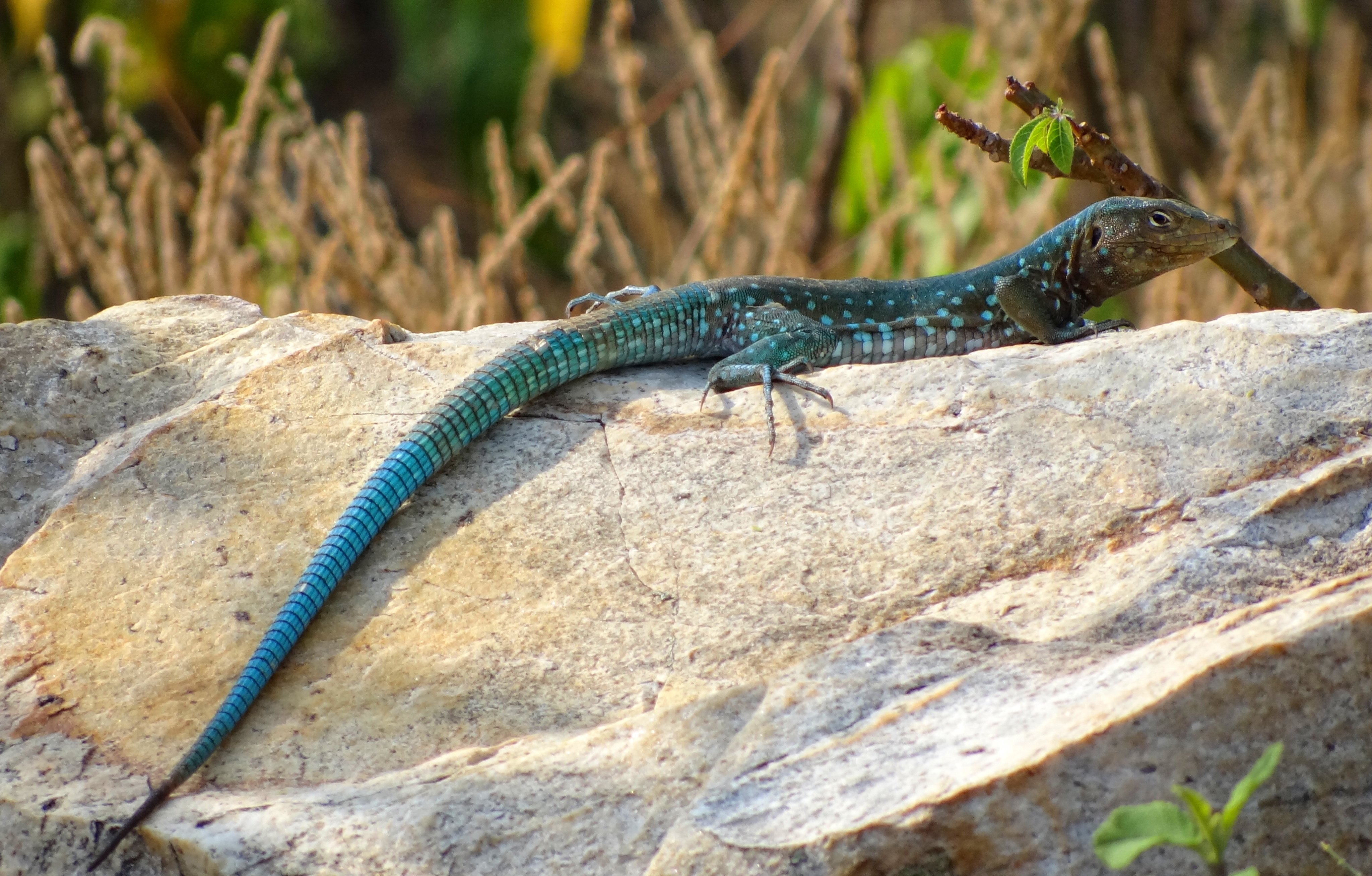
Cnemidophorus arubensis

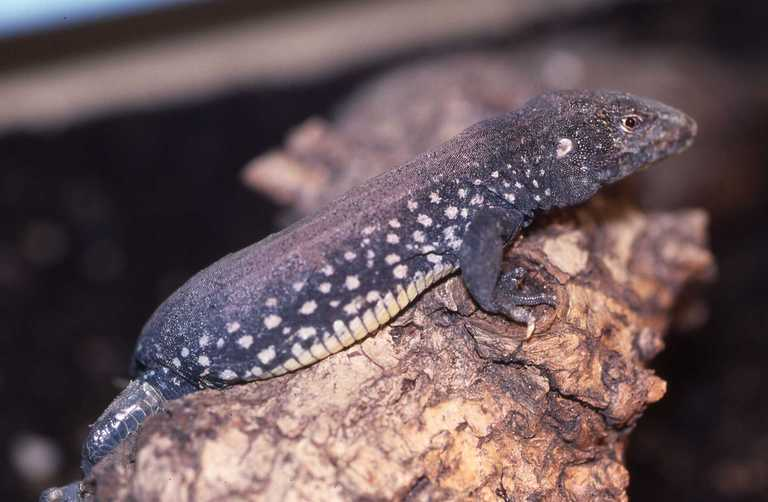
Cnemidophorus vanzoi

Die Reptile Database listet gegenwärtig (Februar 2014) 18 zur Gattung Cnemidophorus gerechnete Arten auf. Zahlreiche früher hierher gerechnete Arten werden seit der Revision durch Harvey et al. anderen Gattungen wie Aspidoscelis oder Ameivula zugeordnet. Sie werden bei Harvey et al. vier morphologisch unterscheidbaren Gruppen zugeordnet.
- Cnemidophorus lemniscatus-Gruppe; Mittelamerika, nördliches und zentrales Südamerika, Trinidad, Tobago, Aruba, San Andrés, Santa Catalina und Providencia.
  - Cnemidophorus arenivagus Markezich, Cole & Dessauer, 1997
  - Cnemidophorus arubensis Lidth De Jeude, 1887
  - Cnemidophorus cryptus Cole & Dessauer, 1993
  - Cnemidophorus duellmani Mccranie & Hedges, 2013
  - Cnemidophorus flavissimus Ugueto, Harvey & Rivas, 2010
  - Cnemidophorus gramivagus Mccrystal & Dixon, 1987
  - Tüpfelrennechse (Cnemidophorus lemniscatus (Linnaeus, 1758))
  - Cnemidophorus martyris Stejneger, 1891
  - Cnemidophorus pseudolemniscatus Cole & Dessauer, 1993
  - Cnemidophorus pyrrhogularis Basto Da Silva & Ávila-Pires, 2013
  - Cnemidophorus ruatanus Barbour, 1928
  - Cnemidophorus senectus Ugueto, Harvey & Rivas, 2010
- Cnemidophorus murinus-Gruppe; Curaçao, Klein Curaçao, Bonaire und Klein Bonaire.
  - Cnemidophorus murinus (Laurenti, 1768)
  - Cnemidophorus ruthveni Burt, 1935
- Cnemidophorus nigricolor-Gruppe; Venezolanische Antillen (Las Aves, Los Roques, La Orchila, La Blanquilla und Los Hermanos) und La Tortuga.
  - Cnemidophorus leucopsammus Ugueto & Harvey, 2010
  - Cnemidophorus nigricolor Peters, 1873
  - Cnemidophorus rostralis Ugueto & Harvey, 2010
- Cnemidophorus vanzoi-Gruppe; Maria Islands (zwei kleine Inseln südöstlich von St. Lucia).
  - Cnemidophorus vanzoi (Baskin & Williams, 1966)